# امید ۲

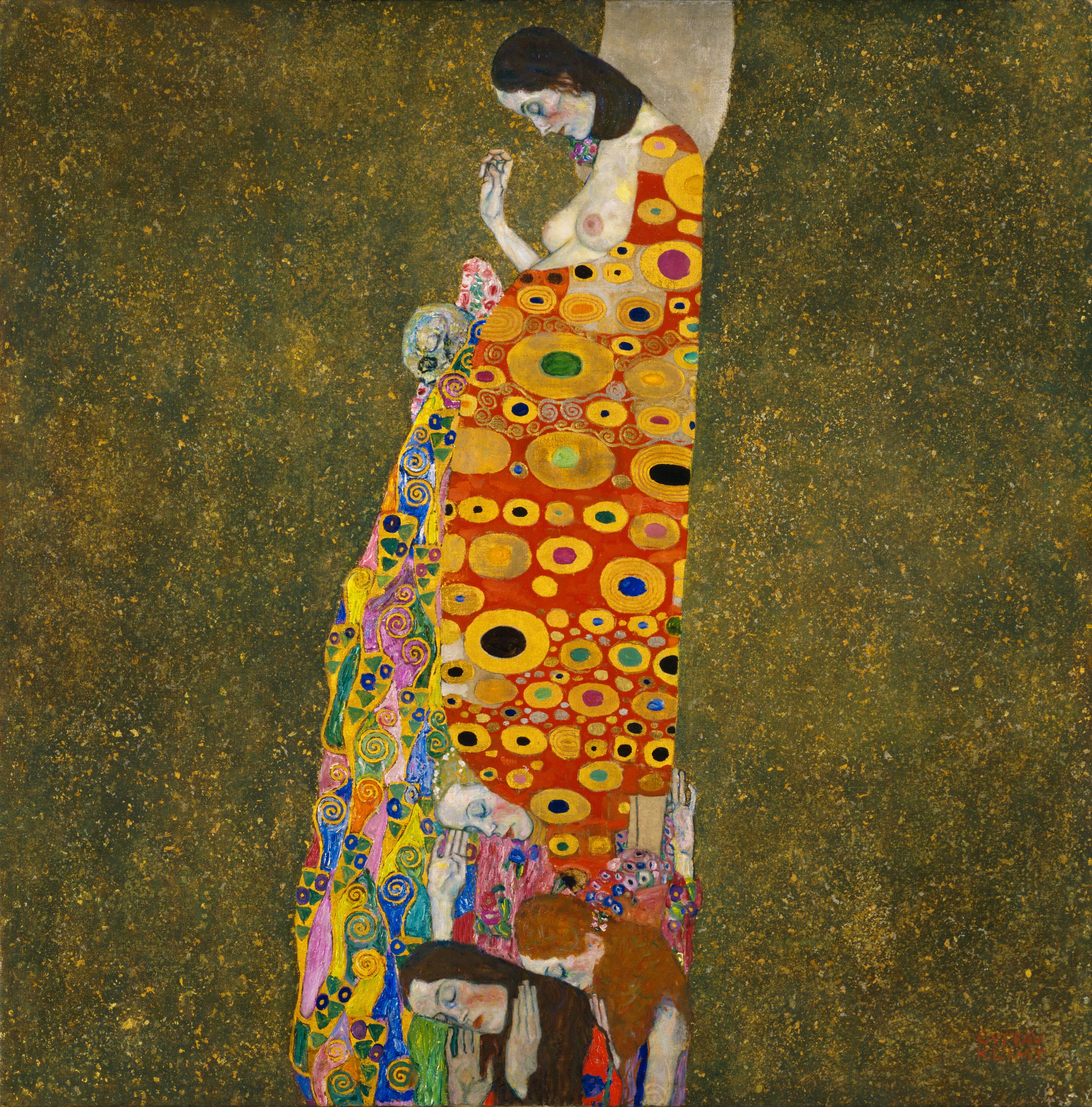
امید ۲, یک نقاشی اثر گوستاو کلیمت

امید ۲ (به انگلیسی: Hope II)، (به آلمانی: Die Hoffnung II) عنوان یک نقاشی اثر گوستاو کلیمت است که در سال ۱۹۰۸–۱۹۰۷ ایجاد شده‌است. این دومین کار کلیمت بود که روی یک زن باردار تمرکز داشت، هر دو هرما، یکی از مدل‌های مورد علاقه او را به تصویر می‌کشد. این عنوان تحت عنوان چشم‌انداز توسط کلیمت دیده می‌شد، اما پس از کار قبلی امید که اکنون با عنوان امید ۱ شناخته می‌شود، به امید ۲ معروف شده‌است. امید ۲ توسط موزه هنر مدرن در شهر نیویورک در سال ۱۹۷۸ خریداری شد.
کلیمت در سال ۱۹۰۳ هرما با حاملگی مشهود و پا به ماه را در امید اول نقاشی کرد که در آن او برهنه به تصویر کشیده شد. در امید ۲، او یک لباس یا روپوش بلند تزئین شده با اشکال هندسی پوشیده‌است. موهای بلند قهوه ای و چشمان بسته‌ای دارد و سرش را به سمت سینه‌های برهنه و شکم در حال رشد خم می‌کند. جمجمه انسانی ناسازگار در جلوی لباس او ظاهر می‌شود - شاید نشانه ای از خطرات ناشی از زایمان، یا احتمالاً یادبودی باشد (در امید اول، او همچنین با یک جمجمه و چندین چهره شبیه مرگ همراه است). در پای نقاشی، سه زن نیز سر خود را خم می‌کنند، گویی در حال دعا یا شاید عزاداری هستند.
ابعاد این نقاشی مربع ۱۱۰٫۵ در ۱۱۰٫۵ سانتی‌متر (۴۳٫۵ در ۴۳٫۵ اینچ) است. زنان یک سوم مرکز نقاشی را به خود اختصاص داده‌اند و در هر دو طرف زمینه ای دارای گلدان طلایی تیره‌تر است. لباس این زن، که مانند یک اثر هنری بیزانسی با برگ طلا تزئین شده و دارای رنگ و طرح غنی است، اما مانند یک شمایل ارتدوکس صاف است، در تضاد با چهره‌های انسان و گوشت برهنه با ظرافت نقاشی شده و منحنی و همچنین با رنگ آمیزی تیره‌تر زمینه است.
امید ۲ در اولین وینا کونستشاو در سال ۱۹۰۸ به نمایش گذاشته شد. به دلیل برهنگی رسواکنانه شخصیت اصلی آن، امید اول تا دومین کونستشاو وینا در سال بعد به نمایش گذاشته نشد.
این نقاشی قبل از دسامبر ۱۹۱۴ توسط اوگنی پریماوسی خریداری شد و در اواخر دهه ۱۹۳۰ توسط نئو گالری اتو کالیر یا جانشینش ویتا کونستلر فروخته شد. در مجموعه‌های خصوصی باقی ماند تا سال ۱۹۷۸، که توسط هانس بارناس به موزه هنر مدرن (MOMA) در نیویورک فروخته شد.